# Gare de Saint-Germain-en-Laye-Bel-Air - Fourqueux
Fourqueux - Bel Air
Pour les articles homonymes, voir Saint-Germain.
La gare de Saint-Germain-en-Laye-Bel-Air - Fourqueux, dont la station de tramway porte le nom de Fourqueux - Bel Air, est une gare ferroviaire française de la ligne de la grande ceinture de Paris. Elle est située sur le territoire de la commune de Saint-Germain-en-Laye, à proximité de Fourqueux, dans le département des Yvelines.
C'est une gare de la Société nationale des chemins de fer français (SNCF) qui est desservie par la ligne 13 du tramway d'Île-de-France depuis le 6 juillet 2022.

## Situation ferroviaire
Établie à 86 mètres d'altitude, la gare de Saint-Germain-en-Laye-Bel-Air - Fourqueux est située au point kilométrique (PK) 17,850 de la ligne de la grande ceinture de Paris, entre les gares de Mareil-Marly et de Saint-Germain-en-Laye-Grande-Ceinture.

## Histoire

### Première gare

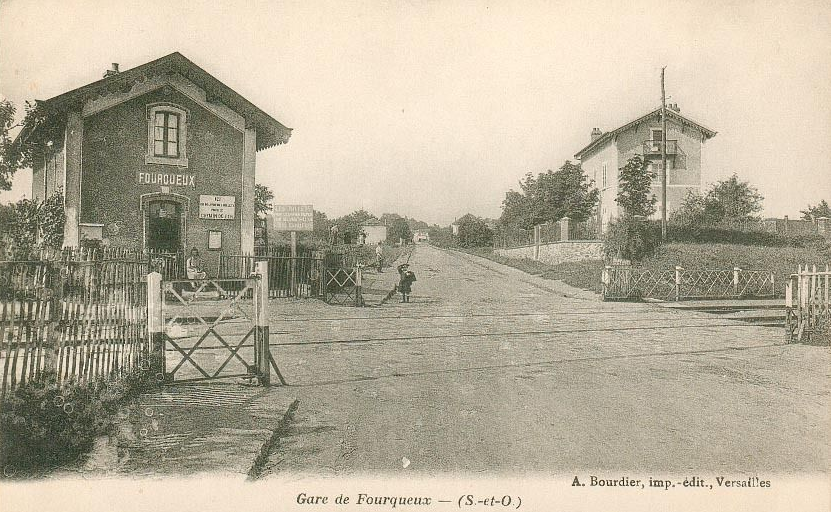
Ancienne halte de Fourqueux.

Située sur la ligne de Grande ceinture, la gare de Fourqueux ouvre aux voyageurs le 4 septembre 1882, lors de l'inauguration du service de Versailles-Chantiers à Achères.
La gare est située sur le passage à niveau de la route de Fourqueux (48° 53′ 14″ N, 2° 04′ 31″ E) au point kilométrique 17,062.
Elle ferme le 15 mai 1939, quand cesse le trafic sur la section nord comprise entre Versailles-Chantiers et Juvisy via Argenteuil.
La rue de la Station fait référence à cette gare.

### Deuxième gare
La nouvelle gare de Saint-Germain-en-Laye-Bel-Air - Fourqueux située au nord de l'ancienne gare, à un peu moins d'un kilomètre à vol d'oiseau, est mise en service le 12 décembre 2004, par la Société nationale des chemins de fer français (SNCF), quand rouvre à l'exploitation le tronçon de la Grande ceinture Ouest (GCO) de la ligne de la grande ceinture de Paris.
Sa création est motivée par le fait qu'elle dessert le pôle d’emploi (ZAC du Bel Air) ainsi que de nombreuses zones résidentielles sur Saint-Germain-en-Laye et Fourqueux, qui ont été l’objet d’une urbanisation intense (ZUP dans les années 1970, zones pavillonnaires et d’activités tertiaires depuis les années 1980), cette importante zone urbaine étant éloignée du centre ville et de la gare de Saint-Germain-en-Laye RATP.

quais et desserte en 2008
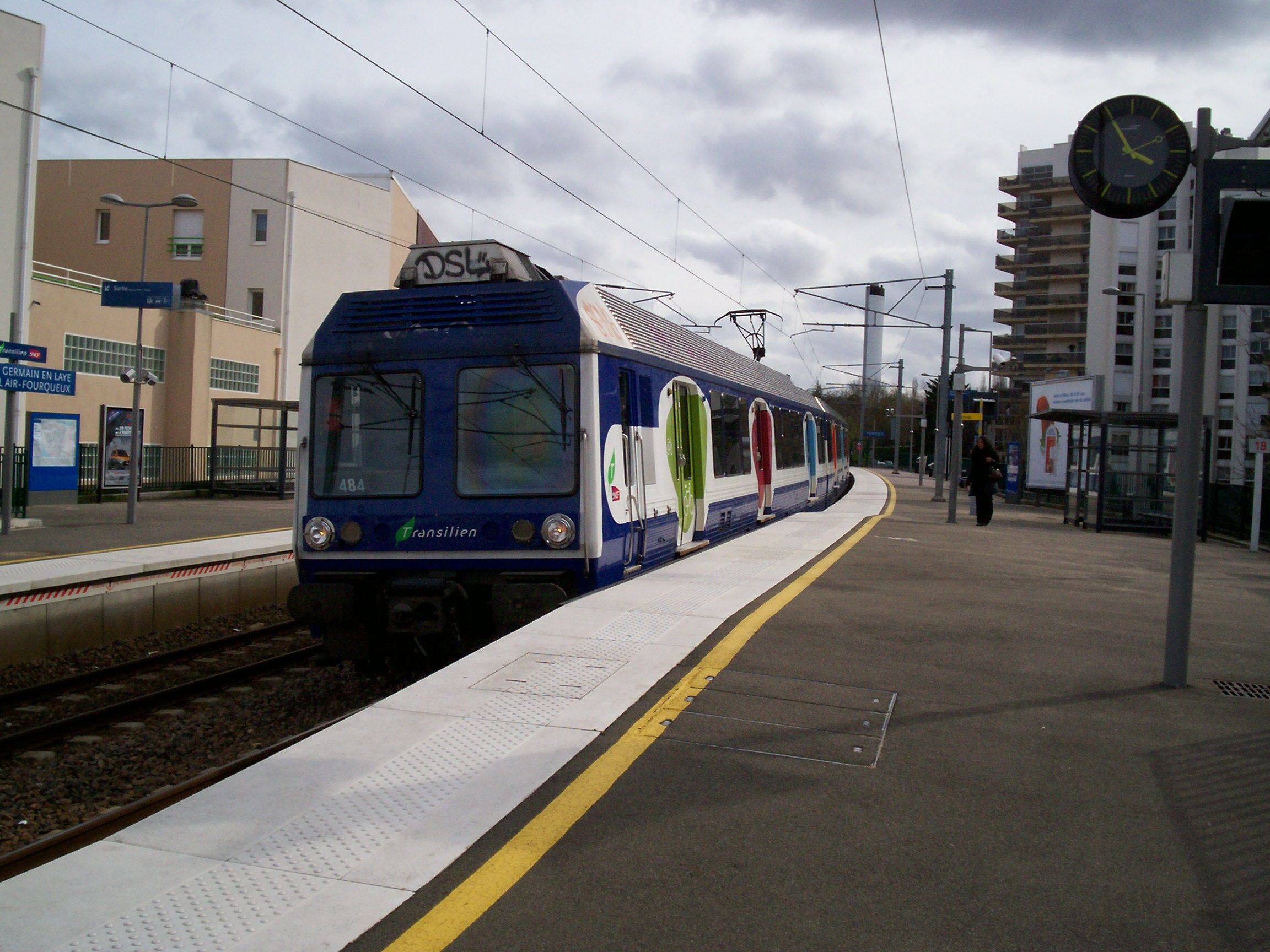
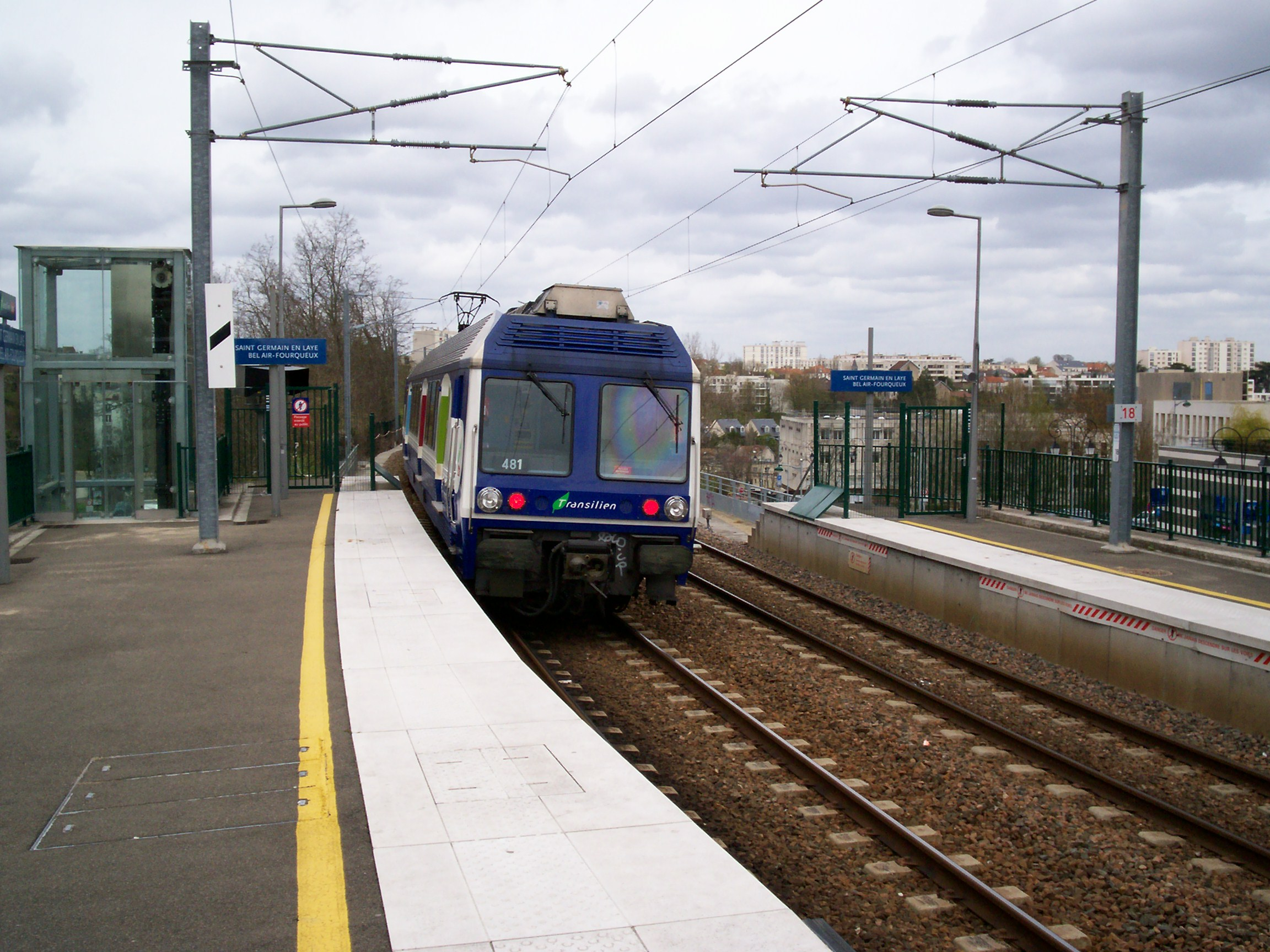
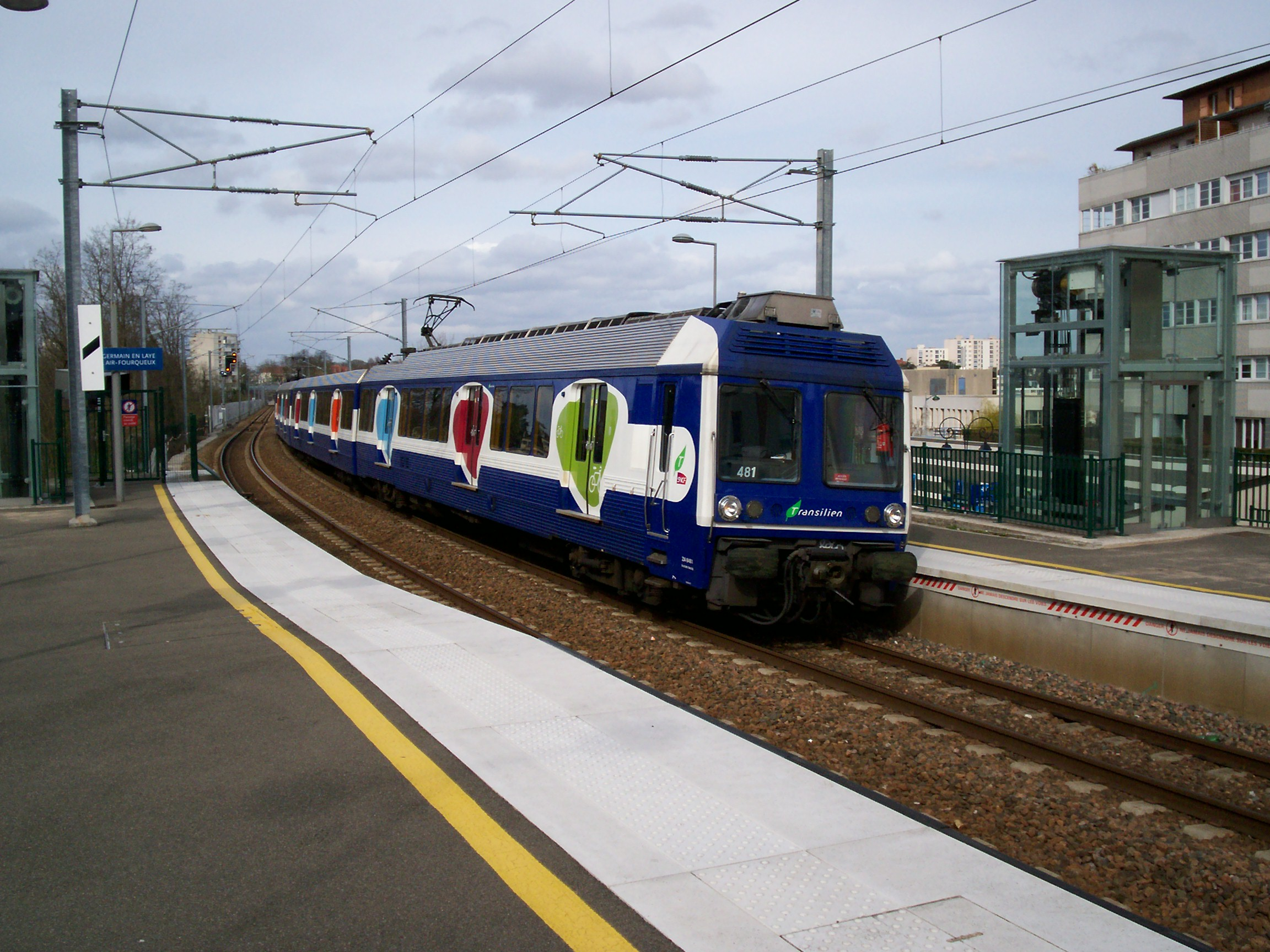

En 2012, 470 voyageurs ont pris le train dans cette gare chaque jour ouvré de la semaine.

### Restructuration à l'ouverture de la ligne T13

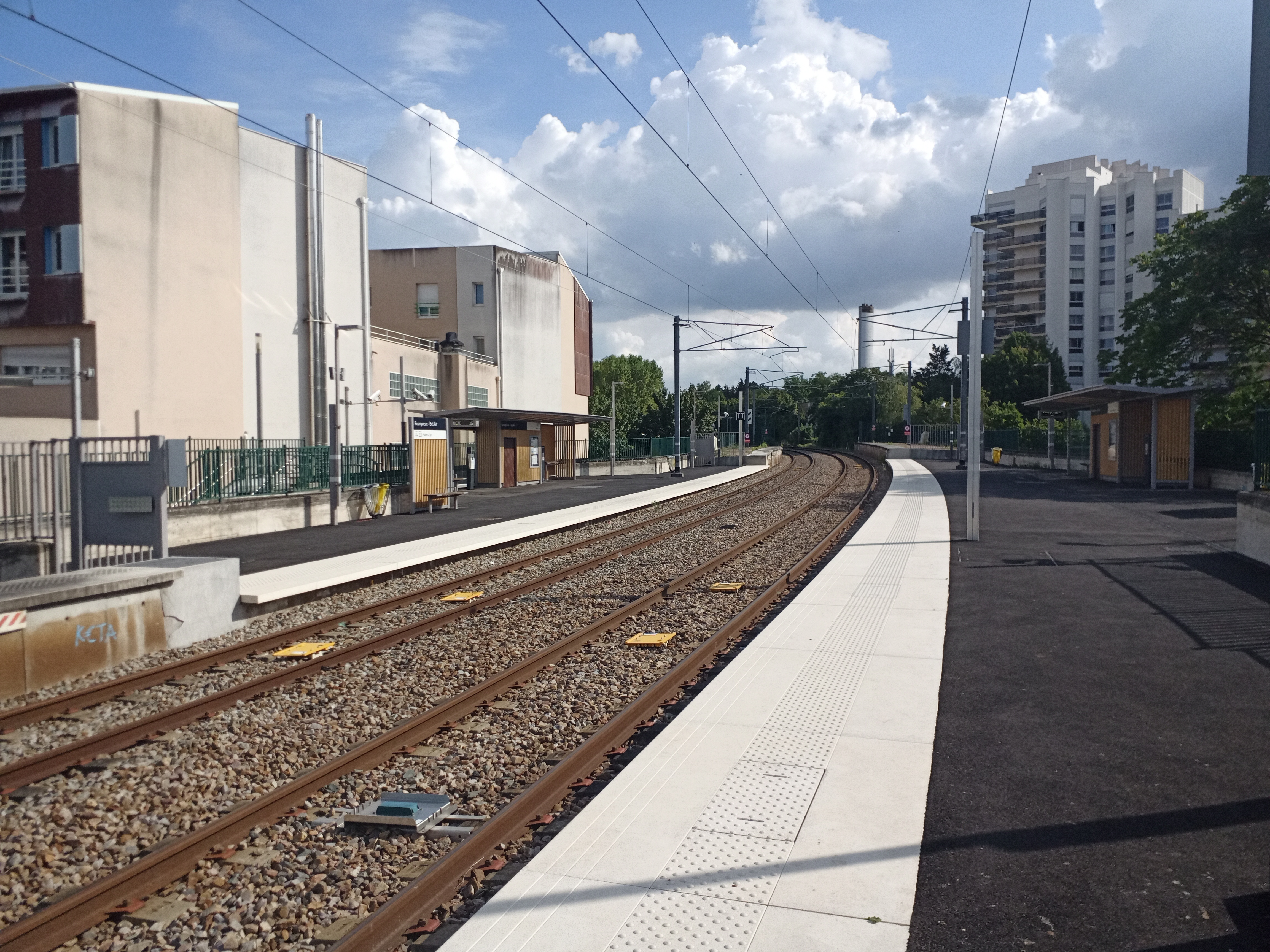
La station de tramway.

Depuis le 6 juillet 2022, la station est desservie par la ligne T13. La station est alors renommée Fourqueux - Bel Air.

## Service des voyageurs

### Accueil
Gare Transilien, elle dispose d'un vaste hall de 260 mètres carrés, équipé de guichets et automates, accessible de niveau depuis la place de la gare. La voie étant sur un remblai, les accès aux quais se font par des escaliers fixes et des ascenseurs pour les personnes en situation de handicap. Les quais disposent chacun d'un abri avec trois sièges. Le passage d'un quai à l'autre s'effectue par le niveau inférieur du pont, aménagé pour les piétons, cyclistes et véhicules.

Installations de la gare
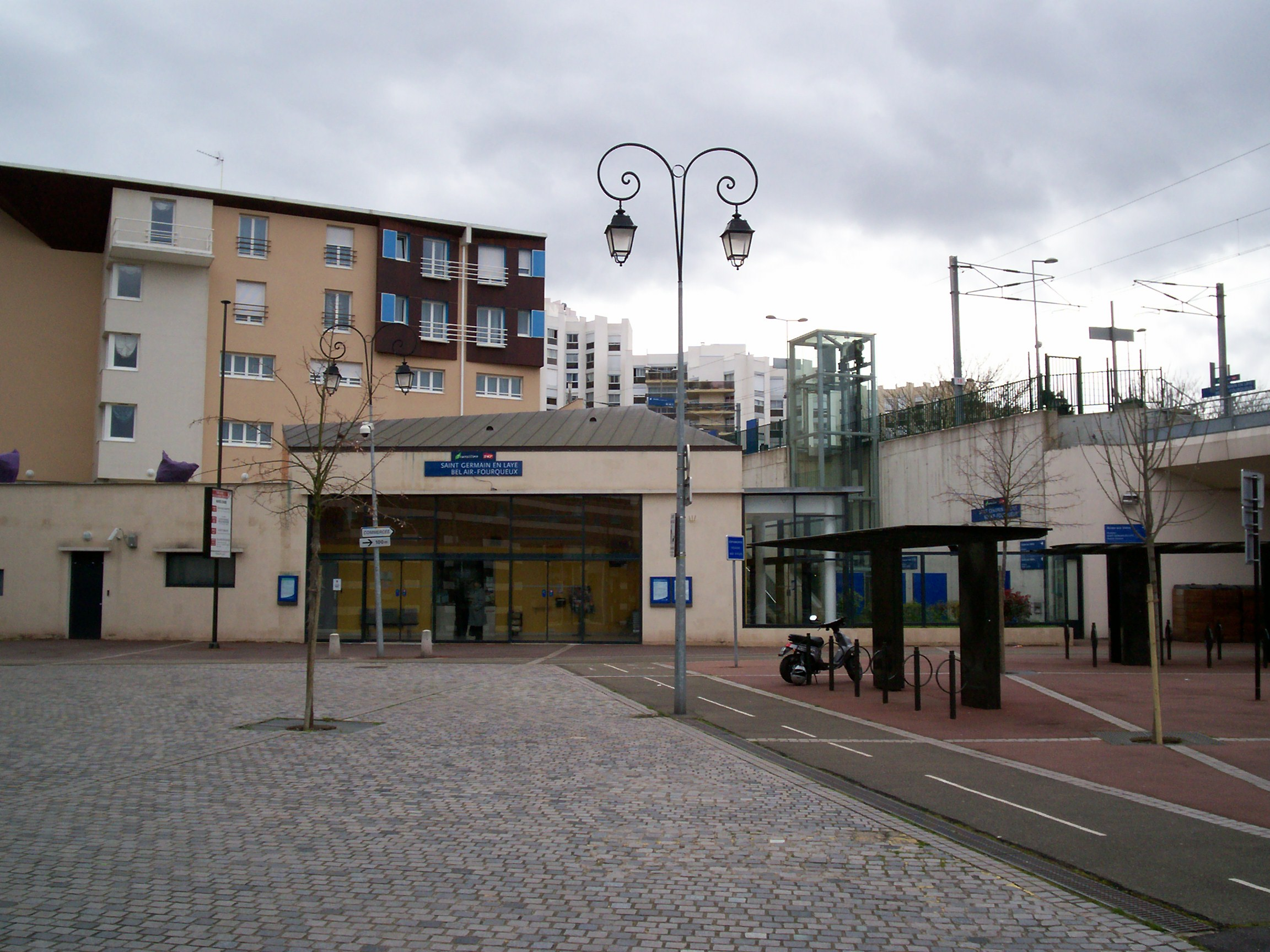
Place de la gare.
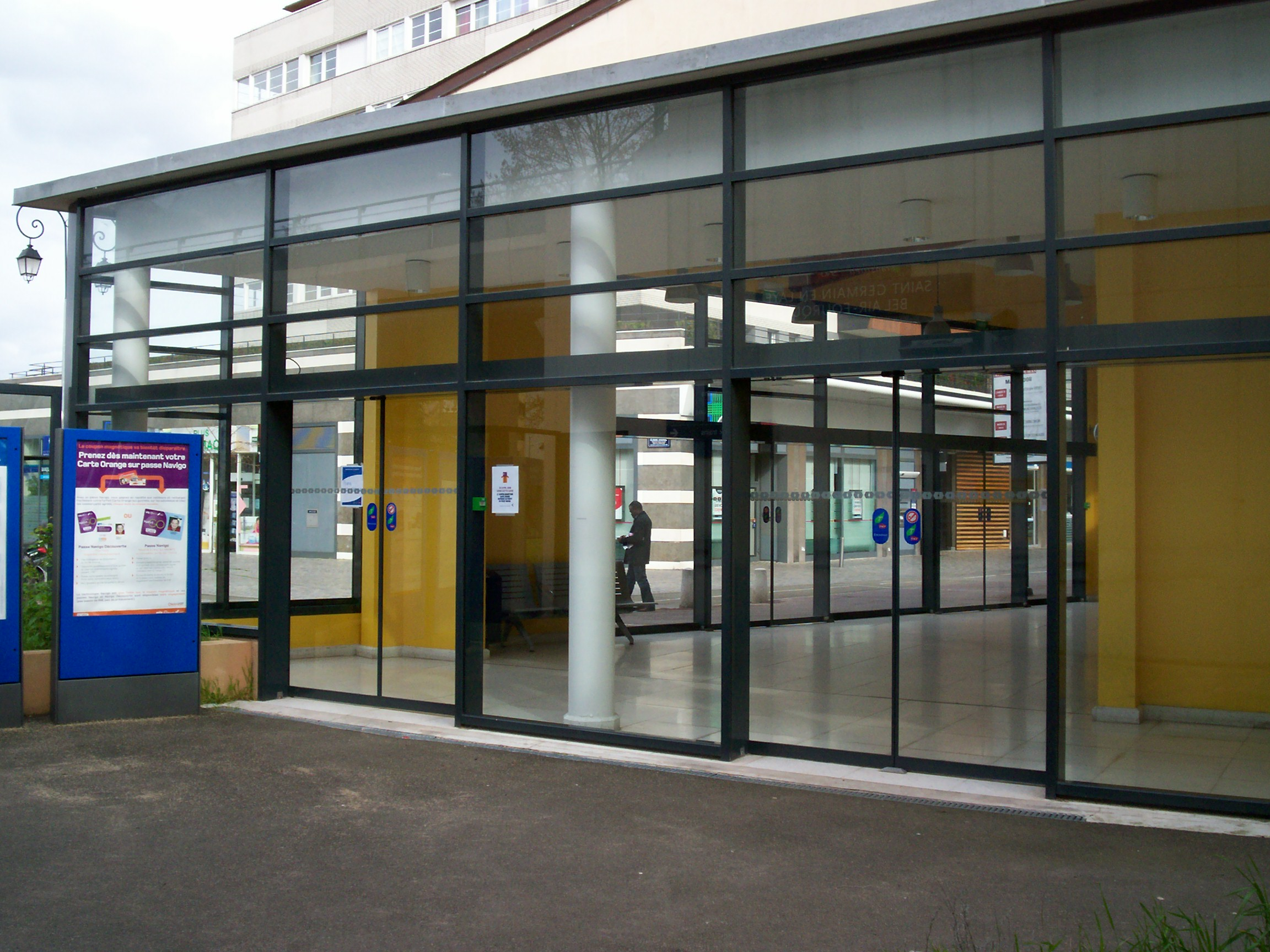
Hall.
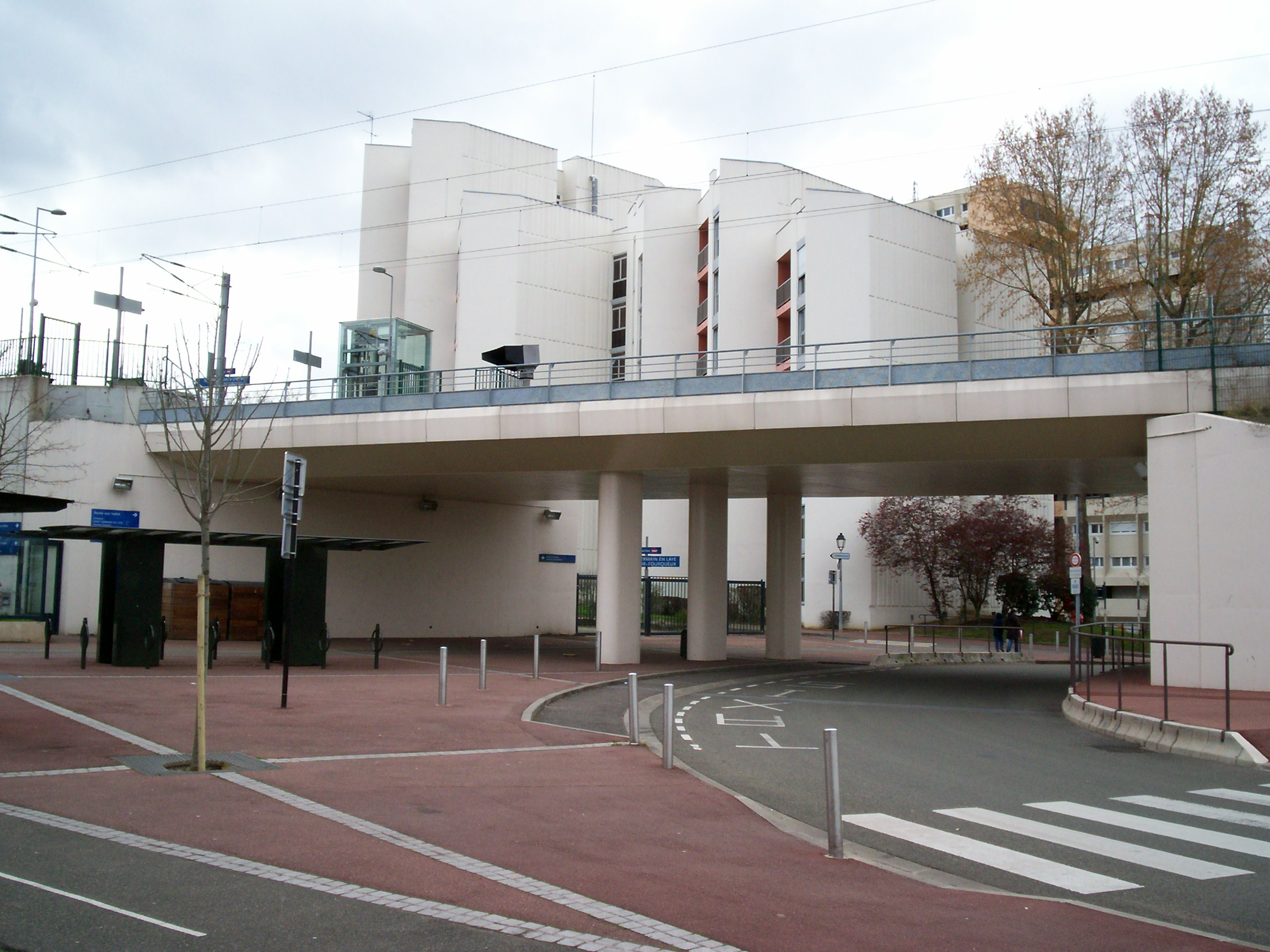
Pont.

### Desserte
La station est desservie par la ligne 13 du tramway d'Île-de-France depuis le 6 juillet 2022, reliant les gares de Saint-Germain-en-Laye et Saint-Cyr.

### Intermodalité
À proximité immédiate de la gare, un abri à vélos ainsi que des abris aux arrêts des bus y sont aménagés. La desserte routière de la gare est effectuée par les bus de la ligne R1 du réseau de bus de Saint-Germain Boucles de Seine.